# Kopidlno (zámek)
Zámek Kopidlno je památkově chráněný objekt ve městě Kopidlno v Královéhradeckém kraji. Původní vodní tvrz Kopidlanských z Kopidlna byla v 16. století přestavěna na renesanční zámek za Haugviců, současná podoba je výsledkem několika přestaveb v 17. až 19. století, kdy zámek patřil Šlikům. Zámek je od roku 1958 chráněn jako kulturní památka. Součástí areálu zámku je hodnotný anglický park s palmovým skleníkem. V zámku sídlí Střední zahradnická škola Kopidlno.

## Historie

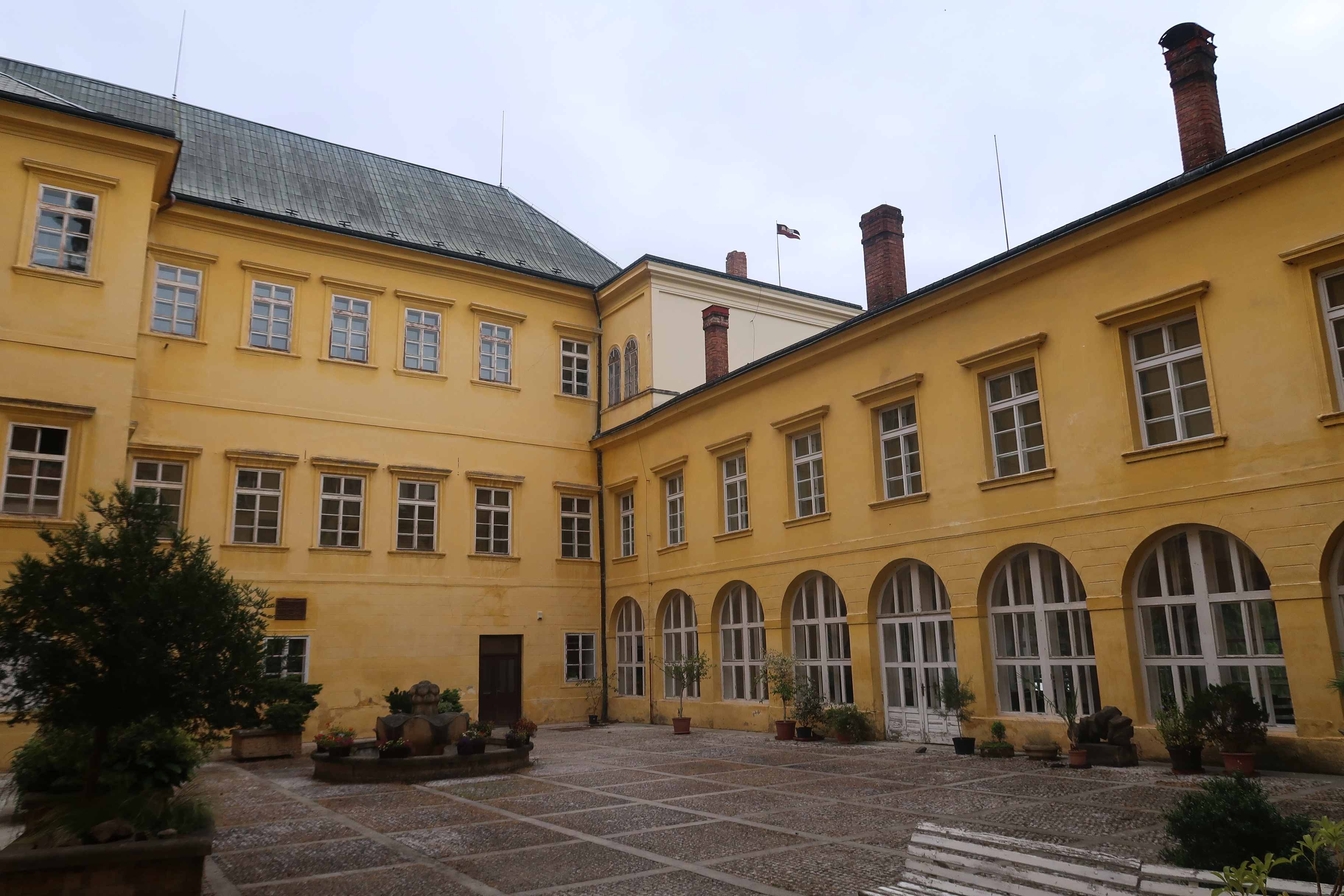
Nádvoří zámku

Kopidlno je původním sídlem starobylého českého rodu Kopidlanských z Kopidlna, ale první zmiňovaný majitel Petr z Kopidlna v roce 1322 k tomuto rodu ještě nepatřil. Předkem Kopidlanských byl až Zdeněk ze Střevače, který Kopidlno získal někdy před rokem 1383. Za jeho potomků vznikla v Kopidlně vodní tvrz chráněná valy a příkopy. V roce 1508 bylo Kopidlo vypáleno Pražany, s nimiž tehdy Jiří Kopidlanský vedl spor kvůli smrti svého bratra Jana. Vláda Kopidlanských skončila v roce 1527, kdy Zikmund Kopidlanský prodal panství Haugvicům z Biskupic. Právě z kupní smlouvy z roku 1527 pochází první prokazatelná zmínka o tvrzi, i když ta byla nepochybně mnohem starší. Za Jana Haugvice byla tvrz v polovině 16. století přestavěna na renesanční zámek, který měl tehdy dvoukřídlou dispozici s arkádovým nádvořím. Jan Haugvic prodal v roce 1559 panství s městečkem a zámek s osmi vesnicemi Kryštofu Robmhápovi ze Suché. Po smrti jeho syna Baltazara převzal Kopidlno jako věřitel Jan Rudolf Trčka z Lípy (1614). Jeho manželka Marie Magdalena Trčková uskutečnila v roce 1624 výměnný obchod s Albrechtem z Valdštejna, který Kopidlno začlenil do svého Frýdlantského vévodství. Po Valdštejnově smrti byly jeho statky zkonfiskovány a Kopidlno v roce 1638 koupil za 100 000 zlatých prezident dvorské komory Zikmund Ludvík z Ditrichštejna, od něhož je ještě téhož roku získal Jindřich Šlik.

### Kopidlno v majetku Šliků

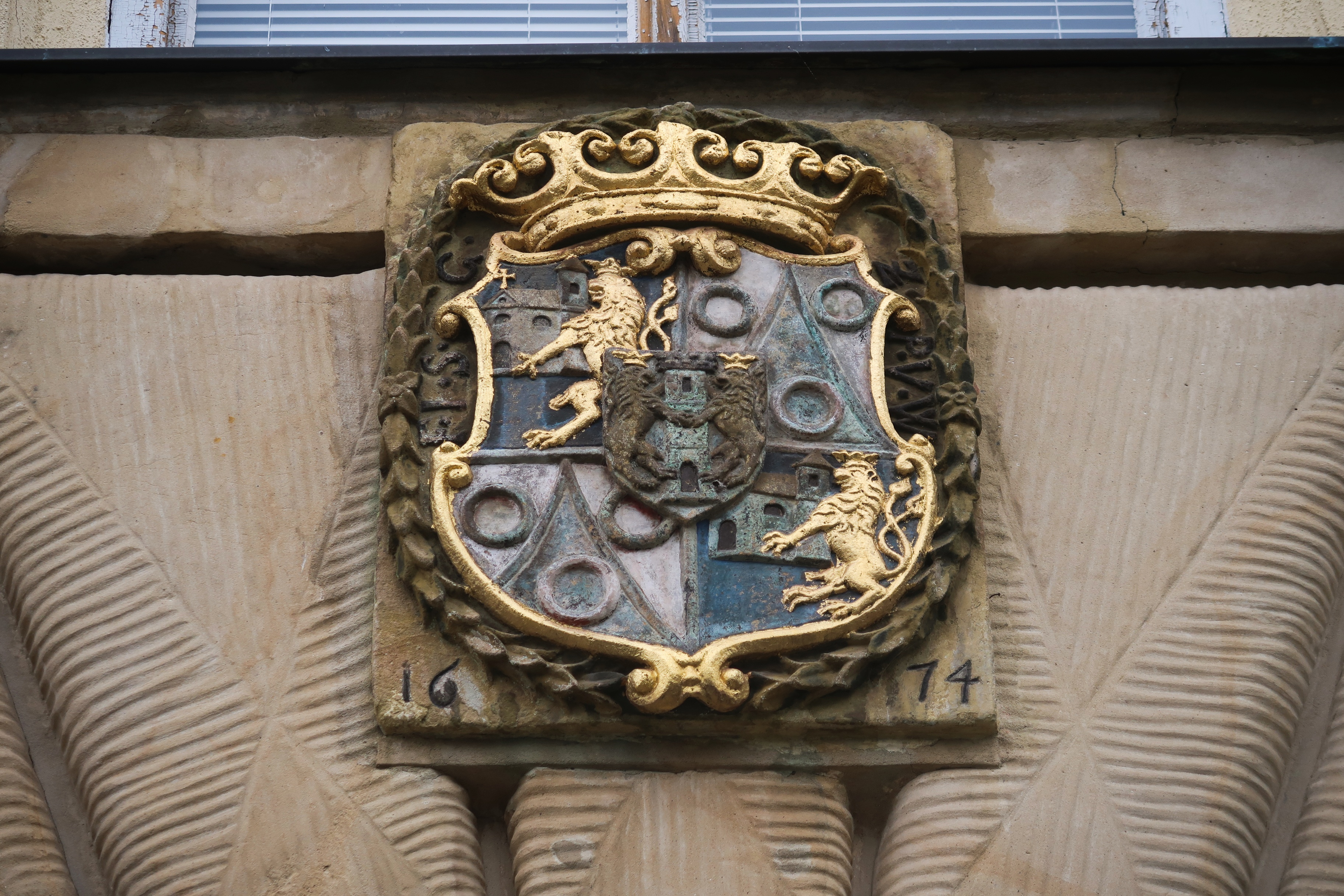
Erb Šliků nad hlavním vstupem do zámku

Rodina Šliků vlastnila původně rozsáhlé majetky v západních Čechách, o většinu z nich ale přišla v konfiskacích po roce 1547 a 1620. Zakladatelem jediné větve s majetkovým zázemím až do 20. století se stal císařský generál a prezident dvorské válečné rady hrabě Jindřich Šlik (1580-1650), který na Jičínsku po vraždě Albrechta z Valdštejna získal panství Veliš a Staré Hrady. Usiloval o vybudování nové rodové domény a v květnu 1638 podnikl směnný obchod se Zikmundem z Ditrichštejna, jemuž postoupil své moravské panství Ivanovice na Hané a získal Kopidlno. Zatímco za života Albrechta z Valdštejna se nepřátelská vojska jeho statkům vyhýbala, po jeho smrti Kopidlno několikrát napadli Švédové. Hned po skončení třicetileté války přistoupil Jindřich Šlik k přestavbě poškozeného zámku, která pokračovala i za jeho syna Františka Arnošta (1623-1675). V roce 1660 se v Kopidlně připomíná nový zámek zbudovaný velkým nákladem. Při stavbě zámku byla využita původní dispozice z doby Haugviců a nově bylo přistavěno jižní křídlo se vstupem zdobeným šlikovským erbem.

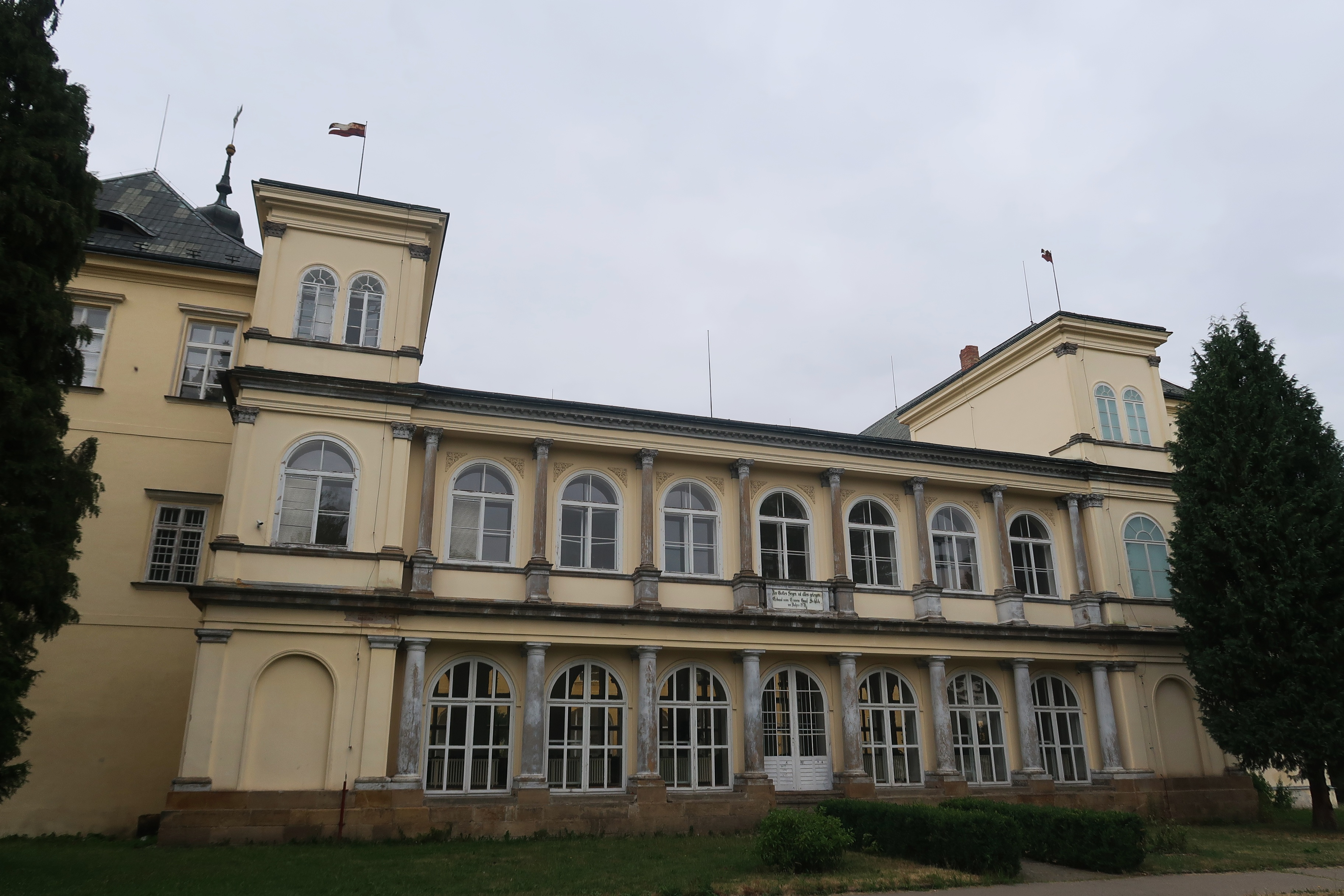
Zahradní průčelí zámku z druhé poloviny 19. století

Zámek v Kopidlně se stal hlavním rodovým sídlem Šliků, pozdější generace ale často pobývaly i na nedalekém zámku v Jičíněvsi, který nechal postavit František Josef Šlik (1656-1740). Ten do podoby Kopidlna přispěl financováním stavby kostela sv. Jakuba Většího. František Josef Šlik byl také iniciátorem koncepce barokní krajiny na svých statcích, soustředěné dnes do mikroregionu Mariánská zahrada. I když Šlikové zastávali funkce u dvora, v zemské správě nebo v armádě, na Kopidlně často pobývali a díky tomu procházel zámek průběžně drobnými stavebními úpravami, byly zde soustředěny také cenné sbírky. Generál František Jindřich Šlik (1789-1862) byl náruživým lovcem, v okolí Kopidlna vybudoval rozsáhlou oboru a poblíž Mlýnce nechal postavit empírovou myslivnu podle projektu Heinricha Kocha (1830). Jeho vnuk Ervín Šlik (1854-1906) zdědil majetek v roce 1862 a po dosažení plnoletosti realizoval poslední zásadní zásah do podoby zámku přístavbou čtvrtého novorenesančního křídla směrem do parku. Koncem 19. století se Kopidlno řadilo k největším pozemkovým celkům ve východních Čechách, k velkostatku patřilo více než 8 600 hektarů půdy, Šlikové vlastnili mimo jiné Prachovské skály a Ervín Šlik byl také podílníkem prosperujícího cukrovaru v Kopidlně.
Ervín Šlik zemřel bez potomstva v roce 1906 a dědicem majetku se měl stát jeho mladší bratr František (1854-1925), který měl však manželku měšťanského původu a podle přísných stanov fideikomisu nemohl dědictví převzít. Za této situace se o rozsáhlý majetek přihlásili vzdálení příbuzní rodu Weissenwolffů, z nějž pocházela manželka zakladatele fideikomisu Františka Arnošta Šlika. Ten také ve své závěti rod Weissenwolffů uvedl jako případné nástupce. Soudní spor o šlikovský majetek trval šest let (1906-1912) a nakonec jej vyhráli Weissenwolffové, František Šlik obhájil pouze nárok na Jičíněves a Vokšice, které nebyly součástí fideikomisu. Na základě soudního rozhodnutí převzal Kopidlno v roce 1912 rakouský šlechtic hrabě Konrad Johann Ungnad z Weissenwolffu (1855-1912), který zemřel ještě téhož roku. Dědicem se stal jeho syn Konrad Paul (1886-1915), který padl za první světové války v Haliči. Jeho mladší bratr Nikolaus (1895-1917) zemřel o dva roky později v Praze na zánět slepého střeva. Poté se uživatelkou zámku stala jejich sestra Henrietta (1883-1962), provdaná princezna z Thurn-Taxisu, která zde pobývala do roku 1945.

### Zámek po roce 1945

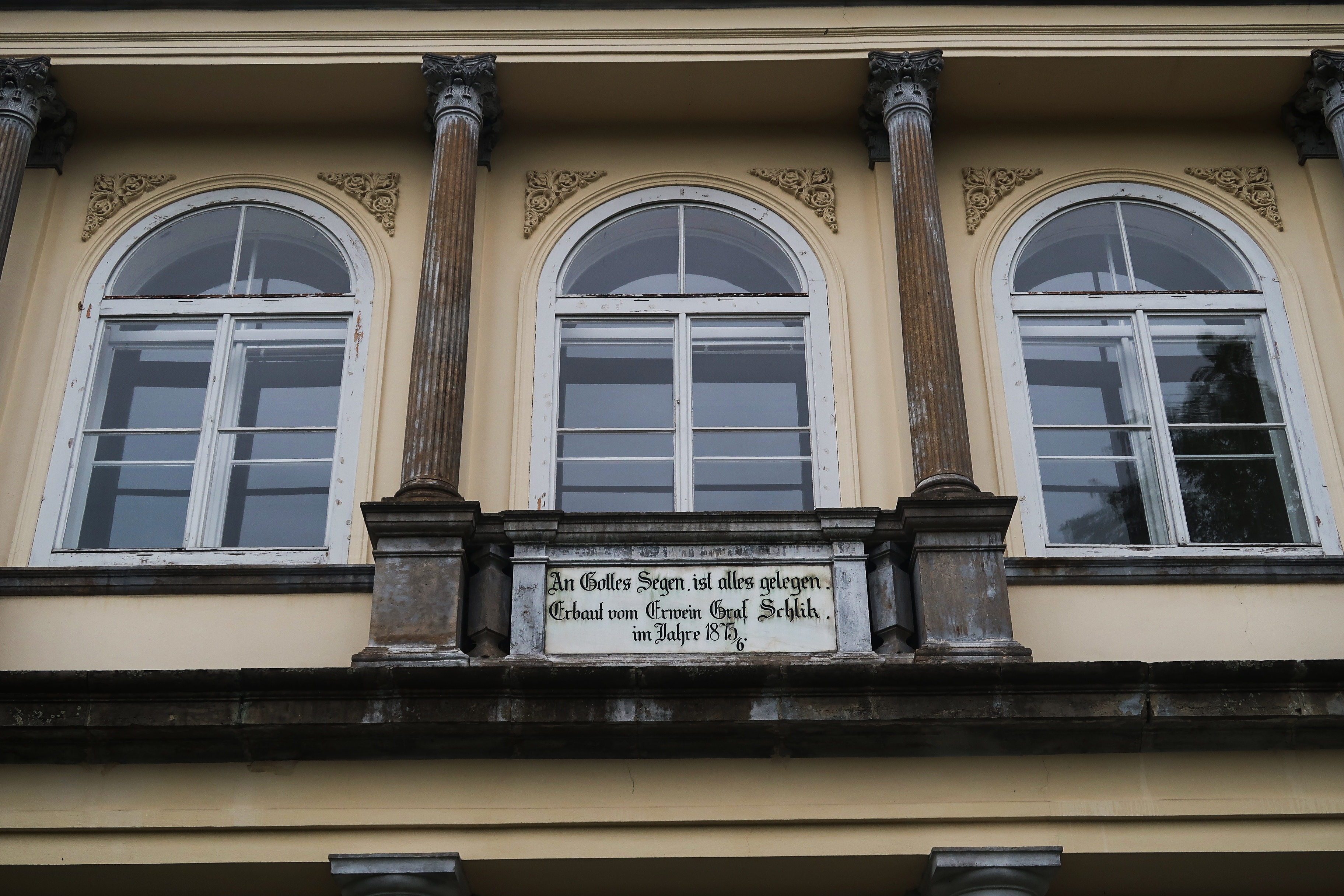
Nápis připomínající přestavbu zámku v roce 1875

Na základě Benešových dekretů byl velkostatek v Kopidlně v roce 1945 zestátněn a přešel pod správu ministerstva zemědělství. Vzhledem k rozsáhlé oboře a dendrologicky hodnotnému parku s palmovým skleníkem bylo v roce 1947 rozhodnuto o zřízení zahradnické školy a zámecký areál převzalo ministerstvo školství. Výuka Mistrovské školy ovocnicko-zahradnické s původním sídlem v Chrudimi byla na zámku v Kopidlně zahájena v dubnu 1948. Název školy se během let několikrát změnil, náplň studia zůstala ale stejná, v současnosti sídlí na zámku Střední zahradnická škola Kopidlno. Od roku 1948 byl zámecký park průběžně doplňován o novou výsadbu, po roce 2016 probíhá jeho revitalizace.

## Popis

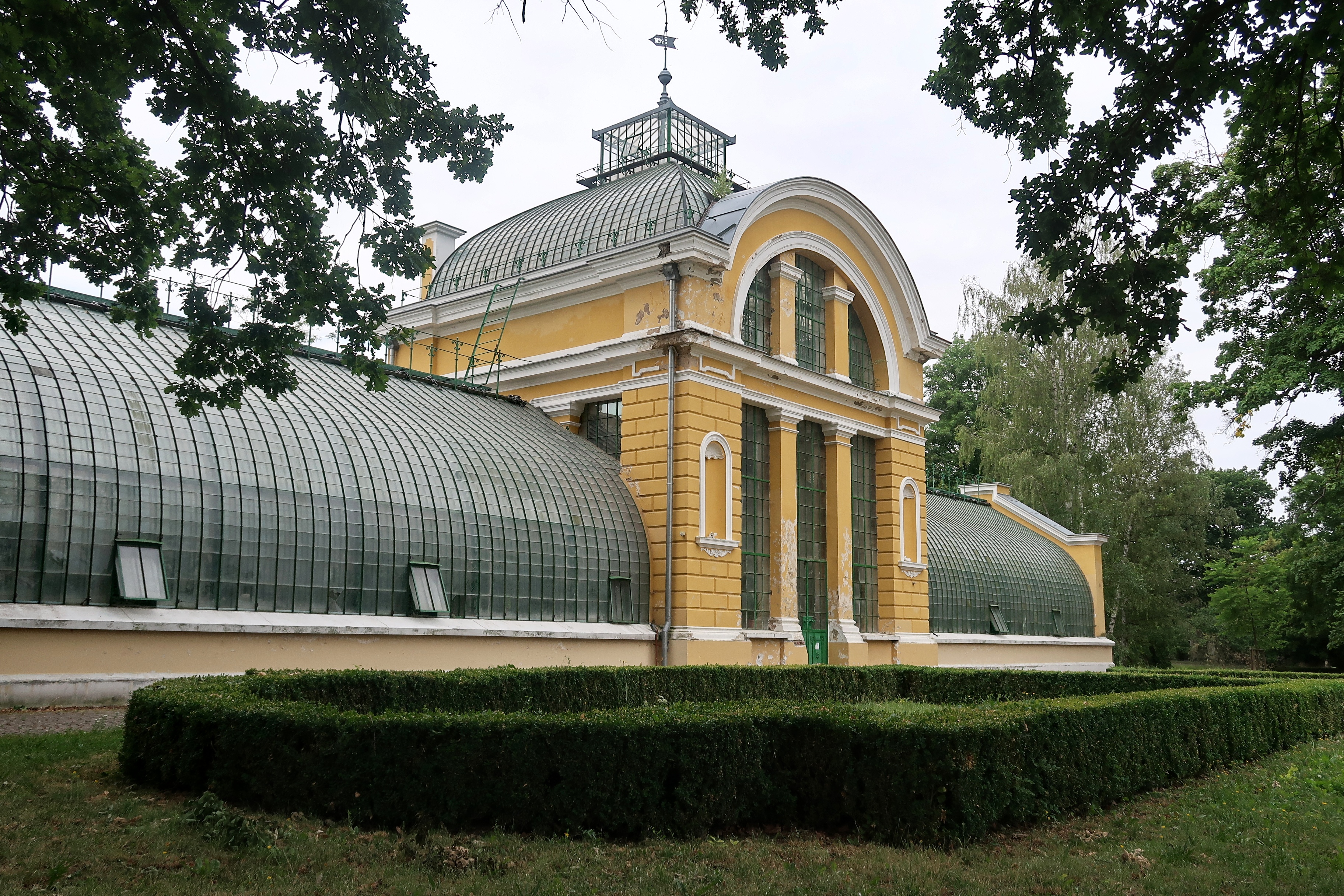
Palmový skleník v zámeckém parku

Areál zámku se nachází v centru města jihovýchodně od Hilmarova náměstí. Z jižní části náměstí se k zámku vstupuje branou. Zámek je čtyřkřídlá budova kolem uzavřeného nádvoří, hlavní vstup je v jižním křídle vzniklém v 17. století. Severní a západní křídlo pocházejí pravděpodobně z původní tvrze, jižní křídlo bylo přistavěno za Jindřicha Šlika v polovině 17. století. Až do 19. století měl zámek trojkřídlou dispozici s nádvořím otevřeným východním směrem k Zámeckému rybníku. Čtvrté, novorenesanční křídlo bylo přistavěno až za Ervína Šlika ve druhé polovině 19. století, tehdy byla také zrušena zámecká kaple sv. Františka Serafínského. Památková ochrana zahrnuje také řadu drobných staveb v parku, například sloup převezený ze Starých Hradů. Naproti hlavnímu vstupu do zámku se nachází socha služky, s níž je spojena legenda o ukradeném prstenu a zazděné komorné. Mezi zahradním průčelím zámku a Zámeckým rybníkem je bazén s fontánou z konce 19. století.
Významnou stavbou v parku je palmový skleník, který byl postaven v letech 1893-1894 podle projektu Josefa Podhajského. Výstavba skleníku navazovala na úpravy parku z podnětu Ervína Šlika po konzultacích s Františkem Thomayerem.
Zámecký park je celoročně přístupný veřejnosti.